# Edson (Alberta)
Edson è un comune del Canada, situato nella regione centrale dell'Alberta.